# モーターサイクリスト
モーターサイクリスト（Motorcyclist）は、八重洲出版が発行する日本のオートバイ雑誌。現在は月刊。

## 概要
1951年（昭和26年）12月1日創刊。創刊当初は「モーターサイクル普及会」が発行元だったが、1957年（昭和32年）に「モーターサイクル出版社」（現在の八重洲出版）として正式に法人化された。このため「1957年創刊」として扱われる場合もある。
創刊当初は数少ないオートバイ総合誌として、二輪業界全般の話題を扱っていた他、当時全国各地に誕生していたオートバイのクラブ組織の情報なども取り上げていた。特に法人化と前後して、1958年（昭和33年）にはいわゆる浅間火山レース（全日本オートバイ耐久ロードレース）の開催を巡るゴタゴタの中で、本誌が母体となる形で全国のアマチュアライダーの合同組織である全日本モーターサイクルクラブ連盟（MCFAJ）を設立し、「全日本モーターサイクルクラブマンレース大会」の開催にこぎつけた。
1978年（昭和53年）には関連誌として『別冊モーターサイクリスト』を創刊したが、2015年（平成27年）4月に休刊になった。
2016年現在はモータースポーツ関連の内容は少なく、むしろホビーライダー向けのツーリング企画を中心に、バイクの新製品紹介やバイク用品のロードテストなどが中心の誌面となっている。